# Fernando Vallejo
Pour les articles homonymes, voir Rendon.
Fernando Vallejo Rendón, né à Medellín le 24 octobre 1942, est un écrivain et réalisateur d'origine colombienne, naturalisé mexicain en 2007. Il est auteur de romans autofictionnels et d'essais (biographies, littérature, physique, biologie). Ses œuvres sont traduites en français, anglais et allemand.

## Biographie
Fernando Vallejo est né dans une famille bourgeoise et conservatrice. Son père, Aníbal Vallejo Álvarez fut avocat et directeur du journal conservateur El Poder. Il mena également une brillante carrière politique puisqu’il fut ministre des Travaux publics, sénateur, ministre du développement, membre de l’assemblée constituante de Colombie, secrétaire d’État et président du Directoire conservateur d’Antioquia. 
Contrairement à son père, Fernando Vallejo rompt par son homosexualité avec tout déterminisme social et réussit le tour de force d'être à la fois la bête noire des conservateurs colombiens et de certains intellectuels de gauche qui croient voir en lui un réactionnaire alors que l'ensemble de son œuvre est anticonformiste, provocateur et polémique.
Passionné de musique classique dès sa jeunesse, il aime jouer au piano les œuvres de Mozart, Chopin, Gluck et Richard Strauss. Après une seule année d'études à la Faculté de Philosophie et Lettres de l'Université nationale de Colombie à Bogotá, il s'inscrit en biologie à l'université pontificale Javeriana, dont il sort diplômé. Il séjourne ensuite en Europe, puis étudie le cinéma à Cinecittà en Italie. Le 25 février 1971, il s'installe à Mexico, où il réalise quelques films, dont En la tormenta (1980) qui remporte le prix Ariel en 1981.
En littérature, il est l'auteur du cycle romanesque El río del tiempo, dont seul Le Feu secret (El fuego secreto), paru en 1987, a été traduit en français. Son roman le plus connu, le thriller La Vierge des tueurs (La virgen de los sicarios), publié en 1994, est adapté au cinéma, sur un scénario de Vallejo, par le réalisateur suisse Barbet Schroeder en 2000. De plus, Vallejo reçoit le prix Rómulo Gallegos en 2003 pour son roman Et nous irons tous en enfer (El desbarrancadero). 
Les thématiques principales de ses œuvres sont la violence, la mémoire, l'histoire de la Colombie et l'homosexualité. Oscillant sans cesse entre pessimisme, nostalgie et humour, son narrateur adopte généralement un ton imprécatoire.
En 2009, Il est intronisé docteur honoris causa par la faculté des sciences humaines de l'université nationale de Colombie.

## Œuvre

### Romans

#### Cycle romanesqueEl río del tiempo
- Los días azules (Les jours bleus) (1985)
- El fuego secreto (1987) Publié en français sous le titre Le Feu secret, traduit par Michel Bibard, Paris, Belfond, coll. « Littérature étrangère », 1999  (ISBN 2-7144-3581-5) ; réédition, Paris, LGF, coll. « Le Livre de poche », no 14803, 2000  (ISBN 2-253-14803-2)
- Los caminos a Roma (Les chemins à Rome) (1988)
- Años de indulgencia (Les années d'indulgence) (1989)
- Entre fantasmas (1993)

#### Autres romans
- La virgen de los sicarios (1994) Publié en français sous le titre La Vierge des tueurs, traduit par Michel Bibard, Paris, Belfond, 1997  (ISBN 2-7144-3411-8) ; réédition, Paris, LGF, coll. « Le Livre de poche », no 14681, 1999  (ISBN 2-253-14681-1)
- El desbarrancadero (2001) - Prix Rómulo Gallegos 2003 Publié en français sous le titre Et nous irons tous en enfer, traduit par Gabriel Iaculli, Paris/Monaco, Éditions du Rocher, coll. « Littérature », 2002  (ISBN 2-268-04444-0) ; réédition, Monaco/Paris, Le Serpent à plumes, coll. « Motifs » no 238, 2005  (ISBN 2-268-05664-3)
- La rambla paralela (2002) Publié en français sous le titre La rambla paralela, traduit par Michel Bibard, Paris, Belfond, coll. « Littérature étrangère », 2004  (ISBN 2-7144-4024-X)
- Mi hermano el alcalde (2004) Publié en français sous le titre Carlitos qui êtes aux cieux, traduction de Jean-Marie Saint-Lu, Paris, Belfond, coll. « Littérature étrangère », 2007  (ISBN 978-2-7144-4148-5)
- El don de la vida (2010)
- Casablanca la bella (2013)
- ¡Llegaron! (2015)

### Essais
- La tautología darwinista (La tautologie de Darwin) (1998)
- Manualito de imposturología física (2005)
- La puta de Babilonia (Grande prostituée) (2007)
- Las bolas de Cavendish (2017)

### Autres publications
- Logoi. Una gramática del lenguaje literario (1983)
- El mensajero (Le messager) (1991), biographie de Porfirio Barba-Jacob
- Chapolas negras (1995), biographie de José Asunción Silva
- Peroratas (2013)

## Filmographie

### Réalisateur
- 1979 : Cronica roja
- 1980 : En la tormenta
- 1981 : Barrio de campeones

### Scénariste
- 2000 : La Vierge des tueurs (La virgen de los sicarios), film franco-hispano-colombien réalisé par Barbet Schroeder, scénario de Fernando Vallejo d'après son propre roman éponyme

## Interviews
- (es) "'La sinceridad puede ser demoledora' Conversaciones con Fernando Vallejo"

### Études
- Jacques Joset, La muerte y la gramática. Los derroteros de Fernando Vallejo, Bogotá-Madrid-México-Buenos Aires, Taurus ("Pensamiento"), 2010, 211 p.
- Lionel Souquet, "Ligne de fuite néo-picaresque dans l’autofiction hispano-américaine : Arenas, Copi, Lemebel, Vallejo", in Hommage à Milagros Ezquerro, Théorie et fiction, México / París, RILMA 2 / ADEHL, 2009, p. 601-622.
- Lionel Souquet, "Fernando Vallejo : Familles, je vous hais ! El desbarrancadero (2001), Mi hermano el alcalde (2004), El don de la vida (2010)", numéro spécial des Langues Néo-latines coordonné par Dorita Nouhaud, Le roman hispano-américain au XXIe siècle, 2 : Des airs de famille, n° 356, mars 2011, p. 45-65.
- Lionel Souquet, "Néo-picaresque, (néo)réalisme et faillite de l’humanisme : Los olvidados de Buñuel et La virgen de los sicarios de Vallejo, de la modernité à la postmodernité", Les Langues Néo-Latines : Colloque Concours 2012, 105e année, 4, n° 359, décembre 2011, p. 117-156.
- Lionel Souquet, "Échec et mat ! Constat d’échec et imprécation contre le triomphalisme du storytelling chez Fernando Vallejo", L'échec dans la littérature hispano-américaine, sous la direction de Nathalie Besse (colloque des 25-26 mars 2012), revue reCHERches, n° 8,  Université de Strasbourg, printemps 2012, p. 13-25.
- Lionel Souquet, « Je est l’Autre : archéologie de la construction identitaire et artistique de Reinaldo Arenas et de Fernando Vallejo », Amadis, n° 10 : "L’autre", Brest, Université de Bretagne Occidentale, décembre 2012, p. 159-183.